# Liste des présidents des conseils régionaux au Maroc
Après le nouveau découpage régional, les présidents des conseils régionaux au Maroc ont été élus durant le mois de septembre 2015. Les conseils régionaux se sont réunis par la suite pour voter leurs statuts intérieurs.
Après les dernières élections régionales, les présidents ont été élus pour la première fois à main levée.

## Liste
| Région                    | Nom                   | Nom | Sexe | Parti | Parti | Depuis            |
| ------------------------- | --------------------- | --- | ---- | ----- | ----- | ----------------- |
| Béni Mellal-Khénifra      | Adil Barakat          |     | H    |       | PAM   | 20 septembre 2021 |
| Casablanca-Settat         | Abdellatif Maâzouz    |     | H    |       | PI    | 22 septembre 2021 |
| Dakhla-Oued Ed-Dahab      | Ynja Khattat          |     | H    |       | PI    | 14 septembre 2015 |
| Drâa-Tafilalet            | Hro Abrou             |     | H    |       | RNI   | 20 septembre 2021 |
| Fès-Meknès                | Abdelouahad El Ansari |     | H    |       | PI    | 21 septembre 2021 |
| Guelmim-Oued Noun         | Mbarka Bouaida        |     | F    |       | RNI   | 5 juillet 2019    |
| Laâyoune-Sakia El Hamra   | Hamdi Ould Rachid     |     | H    |       | PI    | 14 septembre 2015 |
| Marrakech-Safi            | Samir Goudar          |     | H    |       | PAM   | 18 septembre 2021 |
| Oriental                  | Abdenbi Bioui         |     | H    |       | PAM   | 14 septembre 2015 |
| Rabat-Salé-Kénitra        | Rachid El Abdi        |     | H    |       | PAM   | 18 septembre 2021 |
| Souss-Massa               | Karim Achengli        |     | H    |       | RNI   | 17 septembre 2021 |
| Tanger-Tétouan-Al Hoceïma | Omar Moro             |     | H    |       | RNI   | 20 septembre 2021 |

## Historique

### Conseil régional de Béni Mellal-Khénifra
| Période   | Président | Président      | Parti | Parti |
| --------- | --------- | -------------- | ----- | ----- |
| 2015-2021 |           | Brahim Mojahid |       | PAM   |
| 2021-     |           | Adil Barakat   |       | PAM   |

### Conseil régional de Casablanca-Settat
| Période   | Président | Président          | Parti | Parti |
| --------- | --------- | ------------------ | ----- | ----- |
| 2015-2021 |           | Mustapha Bakkoury  |       | PAM   |
| 2021-     |           | Abdellatif Maâzouz |       | PI    |

### Conseil régional de Dakhla-Oued Ed-Dahab
| Période | Président | Président    | Parti | Parti |
| ------- | --------- | ------------ | ----- | ----- |
| 2015-   |           | Ynja Khattat |       | PI    |

### Conseil régional de Drâa-Tafilalet
| Période   | Président | Président         | Parti | Parti |
| --------- | --------- | ----------------- | ----- | ----- |
| 2015-2021 |           | El Habib Choubani |       | PJD   |
| 2021-     |           | Hro Abrou         |       | RNI   |

### Conseil régional de Fès-Meknès
| Période   | Président | Président             | Parti | Parti |
| --------- | --------- | --------------------- | ----- | ----- |
| 2015-2021 |           | Mohand Laenser        |       | MP    |
| 2021-     |           | Abdelouahad El Ansari |       | PI    |

### Conseil régional de Guelmim-Oued Noun
| Période   | Président | Président              | Parti | Parti |
| --------- | --------- | ---------------------- | ----- | ----- |
| 2015-2019 |           | Abderrahim Ben Bouaida |       | RNI   |
| 2019-     |           | Mbarka Bouaida         |       | RNI   |

### Conseil régional de Laâyoune-Sakia El Hamra
| Période | Président | Président         | Parti | Parti |
| ------- | --------- | ----------------- | ----- | ----- |
| 2015-   |           | Hamdi Ould Rachid |       | PI    |

### Conseil régional de Marrakech-Safi
| Période   | Président | Président         | Parti | Parti |
| --------- | --------- | ----------------- | ----- | ----- |
| 2015-2021 |           | Ahmed Akhchichine |       | PAM   |
| 2021-     |           | Samir Goudar      |       | PAM   |

### Conseil régional de l'Oriental
| Période | Président | Président        | Parti | Parti |
| ------- | --------- | ---------------- | ----- | ----- |
| 2015-   |           | Abdennabi Biioui |       | PAM   |

### Conseil régional de Rabat-Salé-Kénitra
| Période   | Président | Président         | Parti | Parti |
| --------- | --------- | ----------------- | ----- | ----- |
| 2015-2021 |           | Abdessamad Sekkal |       | PJD   |
| 2021-     |           | Rachid El Abdi    |       | PAM   |

### Conseil régional de Souss-Massa
| Période   | Président | Président      | Parti | Parti |
| --------- | --------- | -------------- | ----- | ----- |
| 2015-2021 |           | Brahim Hafidi  |       | RNI   |
| 2021-     |           | Karim Achengli |       | RNI   |

### Conseil régional de Tanger-Tétouan-Al Hoceïma
| Période   | Président | Président         | Parti | Parti |
| --------- | --------- | ----------------- | ----- | ----- |
| 2015-2019 |           | Ilyas El Omari    |       | PAM   |
| 2019-2021 |           | Fatima El Hassani |       | PAM   |
| 2021-     |           | Omar Moro         |       | RNI   |